# Специальный административный регион Синыйджу
Специальный административный регион Синыйджу (кор. 신의주 특별 행정구?, 新義州特別行政區?) — регион особого статуса в КНДР на границе с Китаем. Был образован в сентябре 2002 года в районе города Синыйджу в попытке ввести элементы рыночной экономики в КНДР. Юридически этот регион является подобием китайских специальных экономических зон Гонконга и Макао, и, как и они, имеет «базовый закон» (기본법; Кибон боп). Площадь региона — 132 км².
Нидерландский бизнесмен, этнический китаец Ян Бинь был назначен первым управляющим региона в 2002 году. Но уже в октябре 2002 года он был арестован китайскими властями и приговорён к 18 годам лишения свободы за неуплату налогов и экономические преступления.
В 2013 году перестал существовать.

## История
В 2001 году лидер Северной Кореи Ким Чен Ир посетил Шанхай, где китайские официальные лица попытались произвести на него впечатление экономическими реформами в Китае. Ким сказал китайскому лидеру Цзян Цзэминю, что «с того момента, как Китай начал проводить политику открытости и реформ, он добился огромных успехов, особенно в Шанхае. Это доказывает, что такая политика Коммунистической партии Китая является правильной» Он интересовался теплицами и рассматривал их как потенциальное решение проблемы нехватки продовольствия в Северной Корее. Он узнал имя их разработчика, китайско-голландского бизнесмена Ян Биня, и велел своим подчинённым наладить с ним контакты.
Ян был готов повторить свой бизнес в Северной Корее, и он вместе со своими коллегами отправился в Пхеньян и построил образцовую теплицу. Ким Тонг Гю, член Центрального комитета Трудовой партии Кореи и ответственный за переговоры с Яном, 21 января 2001 года предложил ему о сотрудничестве в рамках более крупного проекта. Он рассказал Яну о неудавшейся особой экономической зоне в Расоне в 1980-х годах и сказал, что Северная Корея рассматривает возможность создания новой зоны площадью 27 км² в Синыйджу, спросив его, хотел бы он стать директором зоны. Ян сказал Киму, что не может принять это решение сразу, и Ким ответил, что они не спешат.
Во время своего следующего визита в Пхеньян Ян сказал, что в принципе согласен, но с несколькими условиями. Он попросил увеличить зону с 27 км² до 82 км², что означает, что мост, соединяющий Китай с Синыйджу, также будет включён в эту зону Он также сказал, что это должна быть не особая экономическая зона, а скорее специальный административный район. Он объяснил разницу тем, что такой район имеет особый экономический режим, в то время как САР имеет автономию почти во всех областях, кроме обороны и внешней политики. Он сказал, что в Китае есть две территории Особой экономической зоны, Гонконг и Макао, которые на тот момент были созданы всего несколько лет назад и были самыми экономически успешными городами Китая.
Северокорейские официальные лица не хотели этого делать, но Ян настаивал, говоря, что иностранные инвесторы уже знакомы с системой которая есть в КНР. Северокорейские чиновники спросили: «Но можем ли мы создать особую экономическую зону, но назвать его Особая экономическая зона Синыйджу?» Янг возразил, сказав, что это название является важным сигналом для иностранцев. Северокорейские официальные лица согласились, и Ян также договорился о том, что новая особая экономическая зона будет иметь свой собственный закон, опубликованный в открытых источниках, свой паспорт, свой флаг и печать. Основной закон был в значительной степени смоделирован по образцу гонконгского, составленного известными юристами из Гонконга и Макао, и предусматривал, что данная экономическая зона просуществует 50 лет и будет иметь свою собственную правовую систему.
IВ 2002 году Президиум Верховного народного собрания обнародовал закон особой экономической зоны Синыйджу и назначил Ян Биня его губернатором. Он объявил, что 30 сентября 2002 года является датой вступления закона в силу. Ян созвал пресс-конференцию, чтобы рассказать о своих планах. Он объявил, что от 300 000 до 500 000 жителей города должны будут переселиться в южную часть Синыйджу, которая не является частью ОЭЗ, в то время как остальные останутся и станут жителями ОЭЗ. Планируя снести большую часть города, Ян предполагал построить город, похожий на Шэньчжэнь, с промышленными зонами и коммерческими, туристическими и развлекательными зонами. Он объявил, что доллар США станет валютой ОЭЗ, а всем иностранцам, в том числе и южнокорейцам, будет предоставлен безвизовый въезд. Он объявил, что планирует назначить одного-двух южнокорейцев в Законодательное собрание ОЭЗ.
Однако ни особая экономическая зона, ни предложенные реформы не вступили в силу к 30 сентября. Ян сказал, что это связано с тем, что Северная Корея недовольна тем, что южнокорейцы свободно въезжают в Синыйджу, что, по его словам, будет исправлено путём создания «документа соотечественника», аналогичного разрешению на въезд на материк для жителей Тайваня. Он сказал, что Северная Корея ещё не завершила строительство забора, который отделит специальный административный район от остальной части страны, что, по его словам, является ещё одной причиной задержки. Ян планировал переехать туда на постоянное место жительства к концу октября. До того, как он официально вступил в должность, он был арестован китайскими властями 4 октября и приговорён к 18 годам тюремного заключения за уклонение от уплаты налогов и другие экономические преступления. Несмотря на то, что власти Северной Кореи вскоре объявили, что развитие административного района Синыйджу будет продолжено, и особая экономическая зона была передана под управление Комиссии по содействию внешнеэкономическому сотрудничеству, планы по созданию экономической зоны были фактически прекращены.
По состоянию на апрель 2008 года, реформы на территории Синыйджу всё ещё не были введены в действие, и было широко распространено мнение, что Северная Корея отказалась от проекта после ареста Яна. В сентябре 2004 года китайско-американская торговка Джули Са (沙日香) была объявлена возможной сменой на посту губернатора. В период с 2013 по 2018 год при поддержке государственной Корпорации развития зоны Синыйджу была создана меньшая по размеру Международная экономическая зона Синыйджу. Компания надеется развивать дорогостоящие проекты, такие как разработка программного обеспечения, производство компьютеров и услуги, связанные с торговлей.

## Населённые пункты, включённые в регион
- Город Синыйджу (신의주시; 新義州市) — частично
- Уезд Ыйджу (의주군; 義州郡) — частично
- Уезд Йомджу (염주군; 鹽州郡) — частично
- Уезд Чхольсан (철산군; 鐵山郡) — частично

Некоторые части региона являются анклавами, в которые нельзя проехать, не пересекая границ других районов КНДР.

## Климат
В Синыйджу муссонный влажный континентальный климат (Köppen Dwa) с жарким, влажным и штормовым летом и холодной, сухой зимой с небольшим количеством снега
- Среднегодовая температура воздуха — 10,1 °C
- Относительная влажность воздуха — 68,8 %
- Средняя скорость ветра — 2,2 м/с

| Показатель | Янв.  | Фев. | Март  | Апр. | Май  | Июнь  | Июль | Авг. | Сен. | Окт. | Нояб. | Дек.  | Год     |
| --- | ----- | ---- | ----- | ---- | ---- | ----- | ---- | ---- | ---- | ---- | ----- | ----- | ------- |
| Абсолютный максимум, °C | 9,2   | 15,5 | 22,0  | 28,4 | 32,0 | 37,0  | 36,9 | 38,5 | 33,0 | 28,9 | 23,1  | 13,9  | 38,5    |
| Средний суточный максимум, °C                                                                                              | −0,8  | 3,0  | 8,8   | 16,1 | 22,0 | 26,0  | 28,3 | 29,2 | 25,0 | 18,3 | 8,7   | 0,5   | 15,5    |
| Средняя температура, °C | −6,8  | −3,2 | 3,2   | 10,1 | 16,2 | 20,5  | 24,1 | 24,5 | 19,1 | 12,0 | 3,3   | −4    | 10,1    |
| Средний суточный минимум, °C                                                                                               | −10,3 | −7,2 | −1,1  | 5,5  | 11,6 | 17,0  | 21,2 | 21,1 | 15,1 | 7,5  | −0,3  | −8    | 6,0     |
| Абсолютный минимум, °C | −27,3 | −26  | −18,9 | −5   | −2,6 | 3,0   | 10,7 | 10,0 | 2,8  | −5,3 | −15   | −22,8 | −27,3   |
| Норма осадков, мм | 6,0   | 15,0 | 20,3  | 53,8 | 85,0 | 122,6 | 252  | 240  | 95,7 | 78,8 | 37,2  | 13,6  | 1020,10 |
| Источник: Корейское метеорологическое управление https://data.kma.go.kr/resources/normals/pdf_data/northkorea_pdf_0104.pdf |       |      |       |      |      |       |      |      |      |      |       |       |         |